# 實皆省
實皆省 是緬甸的一個省，位於該國西北部。面積93,704.5平方公里，人口5,325,347人。首府实皆。下分13縣1自治區。

## 行政區劃
實皆省轄下13縣、1自治區、37鎮區、198村組以及多個村莊。

### 縣
- 坎迪縣（英语：Hkamti District）（ခန္တီးခရိုင်）
- 吉靈廟縣（ကလေးခရိုင်）
- 傑沙縣（英语：Katha District）（ကသာခရိုင်）
- 茂叻縣（英语：Mawlaik District）（မော်လိုက်ခရိုင်）
- 蒙育瓦縣（မုံရွာခရိုင်）
- 實皆縣（စစ်ကိုင်းခရိုင်）
- 瑞保縣（ရွှေဘိုခရိုင်）
- 德穆縣（တမူးခရိုင်）
- 高林县（英语：Kawlin District）（ကောလင်းခရိုင်）
- 甘勃卢县（英语：Kanbalu District）（ကန့်ဘလူခရိုင်）
- 因馬賓縣（英语：Yinmabin District）（ယင်းမာပင်ခရိုင်）
- 耶乌县（英语：Ye-U District）（ရေဦးခရိုင်）
- 霍马林县（ဟုမ္မလင်းခရိုင်）

### 自治區
- 那加自治區（နာဂ ကိုယ်ပိုင်အုပ်ချုပ်ခွင့်ရဒေသ）

### 鎮區
實皆省轄下的鎮區有 ：
| - 阿亞道鎮區（Ayadaw Township） - 班茂鎮區（Banmauk Township） - 布德林鎮區（Budalin Township） - 羌烏鎮區（Chaung-U Township） - 坎迪鎮區（Hkamti Township） - 霍馬林鎮區（Homalin Township） - 因多鎮區（Indaw Township） - 吉靈廟鎮區（Kale Township） - 葛禮瓦鎮區（Kalewa Township） - 甘勃盧鎮區（Kanbalu Township） - 加尼鎮區（Kani Township） - 傑沙鎮區（Katha Township） - 高林鎮區（Kawlin Township） - 欽烏鎮區（Khin-U Township） - 均拉鎮區（Kyunhla Township） - 茂叻鎮區（Mawlaik Township） - 敏金鎮區（Mingin Township） - 蒙育瓦鎮區（Monywa Township） - 苗鎮區（Myaung Township） | - 敏務鎮區（Myinmu Township） - 勃萊鎮區（Pale Township） - 龐賓鎮區（Paungbyin Township） - 平梨鋪鎮區（Pinlebu Township） - 實皆鎮區（Sagaing Township） - 薩林基鎮區（Salingyi Township） - 瑞保鎮區（Shwebo Township） - 迪貝因鎮區（Tabayin Township） - 德穆鎮區（Tamu Township） - 丹西鎮區（Taze Township） - 提堅鎮區（Tigyaing Township） - 韦莱镇区（Wetlet Township） - 文多鎮區（Wuntho Township） - 耶烏鎮區（Ye-U Township） - 因馬賓鎮區（Yinmabin Township） - 勒黑镇区（လဟယ်မြို့နယ်） - 南雲鎮區（နန်းယွန်းမြို့နယ်） - 礼希镇区（လေရှီးမြို့နယ်） |